# ボルトロン
ボルトロン（Voltron: Defender of the Universe）は、アメリカ合衆国のテレビアニメ。バルトロンと表記する資料もある。東映製作の『百獣王ゴライオン』と『機甲艦隊ダイラガーXV』の映像を流用したロボットアニメシリーズで、独自に続編が複数製作された。

## 概要
東映アニメーションとバンダイが制作した全く関連性のない日本のロボットアニメを統合・再編集した、ハイパーリンク形式のアニメシリーズである。社会現象を起こすほどの人気を獲得し、アメリカで最も有名なスーパーロボットとなる。
1984年から1985年までにかけて『百獣王ゴライオン』を編集した第1シリーズ『Lion Force Voltron』（ライオンフォース・ボルトロン）が全75話、『機甲艦隊ダイラガーXV』を編集した第2シリーズ『Vehicle Team Voltron』（ビークルチーム・ボルトロン）が全52話放送された。なお、『百獣王ゴライオン』と『機甲艦隊ダイラガーXV』にあった暴力シーンや死亡シーンはカットされている。
1986年9月26日には東映アニメーションにアニメ制作を委託したライオンボルトロンとビークルボルトロンのクロスオーバーTVスペシャル『Fleet of Doom』が放送。1998年9月12日からはライオンボルトロンの5年後を描いたCGIアニメ『Voltron: The Third Dimension』が2000年2月19日まで放送。2011年6月16日からはニックトゥーンズでその続編となるカートゥーン調アニメ『Voltron Force』が2012年4月25日まで放送されるが、第1シーズンのみで打ち切られた。
2016年1月5日にはNetflixがドリームワークス・アニメーションとの取り組み拡大に合わせ、日本のアニメ調の新作アニメ『Voltron: Legendaly Defender』の制作を発表。2016年6月10日に北米で一斉配信された翌年の2017年7月6日には「ヴォルトロン」に改題され、一連の作品で初めて日本語字幕と日本語吹き替え版が制作・配信された。
なお、映画『デッドプール』でライオンボルトロンの指輪（実際に大人向けアクセサリーとして販売されている）が登場したり、ドラマ『メンタリスト』（シーズン6の13話「黒いヘリコプター」）ではビークルボルトロンの玩具が登場している。
日本国内での『ゴライオン』・『ダイラガーXV』2作品の商品展開時には、東映ではなくドリームワークス・アニメーションの名前が版権表記されるようになっている。

## 制作背景
1984年にワールド・イベント・プロダクションズの社長テッド・カプラーと経理担当兼副社長フラス・カノーディアは『百獣王ゴライオン』のアメリカでの放映権を得る為に東映を訪れる。カプラーはゴライオンに目をつけた理由を「ライオンが変形するロボットが動物好きなアメリカの子供に受けると感じた」と述べている。
カプラーが歩合制での契約を要求したのに対し、当時の東映は歩合制での契約を認めない方針をとっていたため、渡邊亮徳はフラット契約を要求した。最終的にはカノーディアがカプラーを説得してフラット契約を結ぶことにし、『機甲艦隊ダイラガーXV』と『光速電神アルベガス』の権利も購入された。カノーディアはフラット契約ならば為替利益が出ると考えていたが、円高により損失が生じたため副社長の地位を解任される。

## あらすじ
宇宙の平和を望む惑星が締結した「ギャラクシーアライアンス（銀河同盟）」の本部である、地球の「ギャラクシーギャリソン（銀河警備軍）」から派遣された軍人たちが、スーパーロボット「ボルトロン」のパイロットとなり、宇宙征服を企む悪の「ドルレ帝国」と戦うロボットアニメ。
なお、ギャラクシーアライアンスとギャラクシーギャリソンの場面は「機甲艦隊ダイラガーXV」の三惑星連合と銀河警備軍から流用している。

## 登場人物

### ボルトロン・ライオンフォース
キース（Keith）
声 - ニール・ロス、ジャイルズ・パントン（Voltron Force）
ブラックライオンのパイロットでボルトロンフォースのリーダー。「ゴライオン」の黄金旭をもとにしている。コミック版ではフルネームがキース・アキラ・コガネで、以前は道場を運営していた。
ギャラクシーアライアンス（銀河同盟）から惑星アルスに派遣された偵察隊の隊長で、隊員ともどもドルレ帝国の奴隷にされて脱出し、惑星アルスの基地「ライオンの城（アルテア城）」にたどり着いた。
『Voltron Force』ではボルトコム（ライオンメカとリンクし、持ち主の武器と防護スーツを出現させるブレスレット型デバイス）・ウェポンの剣を所持。曽祖父が地球に漂着した惑星アルスの騎士と判明したため、恋仲であるアルーラとの結婚の障害がなくなった。
スヴェン（Sven）
声 - マイケル・ベル、アラン・マリオット（Voltron Force）
ブルーライオンのパイロットで、「ゴライオン」の銀貴と銀亮をもとにしている。コミック版ではフルネームがスヴェン・ホルガーソンで、元エリート海兵隊員。
ゴライオンの銀貴は第5話で戦死するが、本作では負傷して宇宙病院に担ぎ込まれたことにされ、双子の弟である亮と同一人物に改変された。ローターとの一騎打ちでは重症を負うが一命は取り留め、続編の『Voltron Force』ではロメルとの間に息子が生まれている。
ランス（Lance）
声 - マイケル・ベル、アンドリュー・フランシス（Voltron Force）
レッドライオンのパイロットで、「ゴライオン」の黒鋼勇をもとにしている。コミック版ではフルネームがランス・チャールズ・マクレーンで、犯罪歴の消去と引き換えにアルスの任務に参加した。
『Voltron Force』ではギャラクシーギャリソンの飛行教官長に就任し、ダニエルとヴィンスの教官として登場。引き続きレッドライオンのパイロットを担当した。ボルトコム・ウェポンは二丁拳銃。
ハンク（Hunk）
声 - レニー・ウェインリブ → ケビン・マイケル・リチャードソン（第2シーズン）、タイ・オルソン（Voltron Force）
イエローライオンのパイロット。「ゴライオン」の青銅強をもとにしている。コミック版ではフルネームはツヨシ・ギャレットで、エンジニアで博士号を取得した日系アメリカ人。
『Voltron Force』ではギャラクシーギャリソンの技能軍曹に就任し、引き続きイエローライオンのパイロットを担当。ボルトコム・ウェポンはハンマー。
ピッジ（Pidge）
声 - ニール・ロス、サムエル・ビンセント（Voltron Force）
グリーンライオンのパイロットで、「ゴライオン」の錫石宏を基にしている。コミックではフルネームがダレル・ストーカーで、軍事アカデミーにスカウトされた孤児だった。
『Voltron Force』によると忍術と科学が発達した惑星バルト育ちで、ボルトコム・ウェポンは手裏剣。のちにグリーンライオンのパイロットをヴィンスに譲った。
プリンセス・アルーラ（Princess Allura）
声 - BJ・ウォールド、アシュレイ・ボール（Voltron Force）
ボルトロンを作った惑星アルスの王女。「ゴライオン」のファーラ姫をもとにしている。「ライオンの城」に住んでいる。スヴェンの負傷後はブルーライオンのパイロットになった。
『Voltron: The Third Dimension』では青い戦闘服に変わり、コックピット外でもライオンメカをコントロールできるようになった。『Voltron Force』では女王になるために姪ラーミナにブルーライオンのパイロットを譲る。ボルトコム・ウェポンは弓と鞭。
コラン（Coran）
声 - ピーター・カレン、ロン・ハルダー（Voltron Force）
アルス王家の相談役でチームの司令官存在。「ゴライオン」の軍師ライブルをもとにしている。
ナニー（Nanny）
アルーラ姫の過保護なメイド。「ゴライオン」のヒスをもとにしている。原作と違って死亡しない。
キング・アルフォー（King Alfor）
声 - ピーター・カレン、ティム・カリー、サムエル・ビンセント
惑星アルスの先王。ザルコンとの戦いで戦死するが、幽霊としてアルーラを導く。「ゴライオン」のライモン王をもとにしている。
キング・ザーコン（King Zarkon）
声 - ジャック・エンジェル → ケビン・マイケル・リチャードソン（第2シーズン）
母星の惑星ドルレが爆発し、惑星ドゥームを拠点とするドルレ帝国の邪悪な王。もとになったのは「ゴライオン」のダイ・バザール大帝王。ローターに反乱を起こされるが最終的に和解した。『Voltron:Third Dimension』では改心したふりをしてローターと繋がっていた。
プリンス・ローター（Prince Lotor）
声 - レニー・ウェインリブ → ティム・カリー（第2シーズン）、マーク・ヒルドレス（Voltron Force）
ドルレ帝国の王子。もとになったのは「ゴライオン」のシンクライン皇太子。アルーラ姫を愛しており、彼女が愛するキースを憎んでいる。シンクライン皇太子とは違って純粋なドルレ人である。
本編最終回で瀕死の重症を負うが、『Voltron:Third Dimension』ではギャラクシーアライアンスの医師にサイボーグ手術を受けて投獄された。脱走してボルトロンフォースに敗死するが、『Voltron Force』では復活して惑星ドゥームの王を名乗り、破壊行為を行う。5体の爬虫類メカを悪のボルトロンに合体させたことも。
ハガー（Haggar）
声 - BJ・ウォールド
ザルコンに仕える魔女で、魔法でロビースト（Robeasts。原作のデスブラック獣人とメカブラック獣人）を作り出す。もとになったのは「ゴライオン」の妖婆ホネルバ。
『Voltron:Third Dimension』によるとアルフォー王に拒絶されて悪に走ったらしい。『Voltron Force』によるとハガリウム（Haggarium）という邪悪なエネルギーの集合体。コミック版ではクイーン・メーラの要求でスヴェンを洗脳しようとした。
コマンダー・ユラック（Commander Yurak）
ドゥーム軍の司令官。もとになったのは「ゴライオン」の司令官サダック。ロビーストに変身してボルトロンに倒された。
編集で死亡シーンを改変することが多い作中で、珍しく明確に死亡したキャラクター。
クイーン・メーラ（Queen Merla）
オリジナルキャラクター。ザルコンが決めたローターの婚約者。後に婚約破棄された。
プリンセス・ロメル（Princess Romelle）
惑星ポルックスの王女でアルーラの従姉妹。「ゴライオン」のアミュー姫をもとにしている。ローターから救出してくれたスヴェンと恋に落ち、ポルックスで幸せに暮らした。
プリンス・バンドー（Prince Bandor）
ロメルの弟。「ゴライオン」のアロー王子をもとにしている。
プリンス・アボック（Prince Avok）
ロメルとバンドーの兄。「ゴライオン」のヘラクレス王子をもとにしている。妹弟とは異なり好戦的な性格で、ローターの甘言に乗せられてボルトロンを倒そうとする。
ギャレット（Garrett）
ハガーがスパイとして送り込んだコランの息子のクローン。「ゴライオン」のセイントをもとにしている。クローン軍のリーダーの地位を望んでいた。正体を明かした後コランに発砲するが、コランのスタンガンに倒れる（原作では射殺されたがそのシーンはカットされた）。

### ボルトロン・ビークルフォース
ジェフ（Jeff）
声 - ニール・ロス
ボルトロン・ビークルフォース及び飛行チームの隊長で、もとになったのは「ダイラガー」の安芸マナブ。ボルトロンの頭になるコマンドジェット・エクスプローラーのパイロット。
ビークル・ボルトロンのチームは地球からの移民先を探す目的で銀河同盟から派遣された。アカデミー時代ではキースのライバルだった。
ロッキー（Rocky）
飛行チームの隊員。「ダイラガー」の甲斐シノブをもとにしている。
ウォロ（Wolo）
飛行チームの隊員。「ダイラガー」のショーター・クロイツをもとにしている。
チップ（Chip）
声 - ニール・ロス、ゲイブ・コース（「Voltron Force」）
飛行チームの隊員。「ダイラガー」の陸奥ヤスオをもとにしている。ボルトロンの右上腕部になるレコンヘリコプターのパイロット。ピッジの双子の兄弟。
ジンジャー（Ginger）
飛行チームの隊員。「ダイラガー」のパティ・エリントンをもとにしている。
クリフ（Cliff）
声 - レニー・ウェインリブ
陸チームの隊長で、「ダイラガー」のワルター・ジャックをもとにしている。ボルトロンの腰部分になるジェットレーダーステーションのパイロット。ランスの友人。
シンダ（Cinda）
陸チームの隊員。「ダイラガー」のモーヤ・キリガッスをもとにしている。
モードック（Modoc）
陸チームの隊員。「ダイラガー」のマック・チャッカーをもとにしている。
マーヴィン（Marvin）
陸チームの隊員。「ダイラガー」の伊豆タスクをもとにしている。
ハッチ（Hutch）
陸チームの隊員。「ダイラガー」の長門カズトをもとにしている。
クリク（Krik）
海チームの司令官。「ダイラガー」のミランダ・キーツをもとにしている。
リサ（Lisa）
海チームの隊員。「ダイラガー」の加賀ハルカをもとにしている。
タゴー（Tagor）
海チームの隊員。「ダイラガー」のサルタ・カッツをもとにしている。
シャノン（Shannon）
海チームの隊員。「ダイラガー」の出雲タツオをもとにしている。
ザンディー（Zandee）
海チームの隊員。「ダイラガー」のバーロス・カラテヤをもとにしている。
コマンダー・ホーキンス（Commander Hawkins）
声 - ピーター・カレン
ギャラクシーアライアンスの戦艦S.S.エクスプローラーの司令官で、ビークルボルトロンフォースに司令を送る。もとになったのは「ダイラガー」の伊勢シンジ艦長。
キャプテン・ニューリー（Captain Newley）
S.S.エクスプローラーの艦長。もとになったのは「ダイラガー」のディック・アシモフ。
プロフェッサー・ページ（Professor Page）
S.S. エクスプローラーの科学者で医師。もとになったのは「ダイラガー」のドクター・サーチ。
スペース・マーシャル・グラハム（Space Marshall Graham）
ギャラクシーアライアンスの最高司令官。もとになったのは「ダイラガー」の若狭長官。
コマンダー・スティール（Commander Steele）
ギャラクシーアライアンスの高官。もとになったのは「ダイラガー」の出羽総司令。
コマンダー・ハザー（Commander Hazar）
ドルレ帝国の司令官。「ダイラガー」のソクラット・テレスをもとにしている。
当初は他のドルレ軍人のように銀河征服を望んでいたが、改心して平和を目指すようになる。
エンペラー・ゼッポ（Emperor Zeppo）
ドルレ帝国の最高指導者。「ダイラガー」のコルセール帝をもとにしている。
ハザーのクーデターで腹心のスロックと共に逃亡を余儀なくされ、別の惑星で再起を誓う。
ヴァイスロイ・スロック（Viceroy Throk）
「ダイラガー」のカポネーロ総司令をもとにしている。
キャプテン・モンゴ（Captain Mongo）
「ダイラガー」のダントンをもとにしている。
コマンダー・クアーク（Commander Quark）
「ダイラガー」のラッカルをもとにしている。
キャプテン・ネロック（Captain Nerok）
「ダイラガー」のラフィット隊長をもとにしている。
マーシャル・ケエゾー（Marshall Keezor）
「ダイラガー」のルチアーノ司令をもとにしている。
ドーマ（Dorma）
ハザーの妹。「ダイラガー」のサークをもとにしている。
キャプテン・トワイラ（Captain Twyla）
「ダイラガー」のエンマをもとにしている。

### ボルトロン・フォース
ダニエル（Daniel）
声 - ヴィンセント・トン
ブラックライオンに憧れる士官候補生でボルトロンフォース見習い。ボルトコム・ウェポンはカギ爪グローブとブーツ。ラーミナのことが気になっている。
ヴィンス（Vince）
声 - ドロン・ベル・ジュニア
ボルトロンフォース見習いの士官候補生。ダニエルの親友で科学の天才。ボルトコム・ウェポンはエレクトロキネシス・パワー。
ピッジからグリーンライオンのパイロットを受け継いだ。
ラーミナ（Larmina）
声 - シャノン・チャン＝ケント
ボルトロンフォース見習いの士官候補生でアルーラの姪。戦闘能力が高い。ボルトコム・ウェポンはヌンチャクに変形する棒。アルーラからブルーライオンのパイロットを受け継ぐ。
ウェイド（Wade）
声 - ゲイリー・チョーク
ギャラクシーギャリソンの総帥。ボルトロンを危険視して封印させようとし、キースたちの反発を招く。
相当な権威主義で、ブラックライオンのパイロットになりたがったもののブラックライオンに拒絶されてしまったため、ボルトロンを逆恨みしている。ブラックライオンに似せて造ったウェイドライオンに搭乗し、ライオンメカを破壊して技術を盗もうとした。
マアホックス（Maahox）
声 - ロン・ハルダー
ローターを蘇生させた悪のマッドサイエンティスト。ハガリウムを使って何かを企んでいる。
コマンダー・カラ（Commander Kala）
声 - タバサ・セント・ジェルマン
ドルレ帝国の司令官。マアホックスに裏切られ、ロビーストに変身させられてしまう。

## 反響
以前にも日本のロボットアニメがアメリカの地方局で放送されてはいたが、ボルトロンは全国区で放送されたことが成功した理由とされている。
ワールド・イベントが得たボルトロンのライセンス収入は7億5000万ドル。東映には1986年までに4億4000万円の版権収入を得たとされる。

## 商品展開
日本と異なりアメリカでのボルトロン関連製品の数は非常に多く、また、多彩な製品が販売されている。

### 玩具関連
日本で「DX未来獣合体」として発売されていた製品（Lion Voltron）や「DX機甲合体」として発売されていた製品（Vehicle Voltron）は以前にも「ゴーダイキン（Godaikin）」として発売されていたものではあるが、それ以外にもBANDAI America（旧Popy）がOEM生産したMatchbox社製品以外にも類似の製品が販売されていた。
特にゴライオンをベースとしたLion Voltronは初期の人気商品だけあって合体可能でありながらブラックライオンの脚部の構造の違う大型の製品がPanosh Place社から発売されていた。内部にフィギュアを搭載可能になっている関係上、レッドライオンとグリーンライオンの胴体部が固定式の一体成型になっている為、合体後に肘が曲げられないのも最大の特徴である。同社からは敵のキング･ザーコンやプリンス･ローター、ハガー達が同サイズの独自デザインの戦闘メカなどと一緒に発売され、ボルトロンチームにもグレーダム城デザインの基地が発売されていて作品の場面の再現が出来る展開となっている。
Matchbox社ではブラックライオン、グリーンライオン&イエローライオン、レッドライオン&ブルーライオンの分売形式の合体ロボットと、リモコン操作のできるGIANT COMMANDERを販売。Lion Voltronは「未来獣合体」とほぼ同様の内容だがブラック･ブルー･イエローの内蔵武器はオミットされている。GIANT COMMANDERは合体は出来ないが、腕はある程度なら肘から曲げられる。Lion Voltronは後に「Voltron III」、Vehicle Voltronは「Voltron I」として再発売されている。
ToynamiではMatchbox社製品を洗練（ブラッシュアップ）したデザインの「Masterpiece Voltron」が、他にも小型化しブラックライオンの前脚部収納部のカバーやグリーン&レッドライオンの胴体部の可動を省略した廉価版の合体ロボットや巨大サイズのソフビフィギュアが販売されている。
過去にPanosh Place社の製品を販売していたMattel社では社内のコレクターズ部門Matty Collector.comから全高23インチの巨大合体フィギュアが発売された。フィギュアには各搭乗者の可動フィギュアが付属する形で発売され、付属のVoltron keyを使ってそれぞれのフィギュアが搭乗できる。Svenのフィギュアのみは初回限定特典の形で提供された。
Vehicle Voltronは放送当時はMatchbox社のみの展開であったが近年再商品化が進んでいる。Toynamiからは非分離合体型のアクションモデルが、Miracle Productionsからは15機完全合体型の、いずれも合金モデルが発売になっている。
続編である「Voltron II」に登場する光速電神アルベガスのモデルは「Gladiator Voltron」と呼ばれる。こちらもMatchbox社のみの展開であった。
Matchbox社製品は後にBANDAI Americaでも再発売された。
その続編である「VoltranⅢ」の製品はトレンドマスター社から販売された。こちらはMatchbox社製品の再発売Lion Voltron以外にも新規デザインのパイロットやオリジナルの敵フィギュア、敵合体ロボットのVoltrexやDracotron、更にはVoltron強化型のStealth Voltronも販売していた。

### 玩具以外
Lion Voltronは玩具以外の製品の発売も行われている。
Reebokでは各ライオンとのセットでオリジナルデザインのスニーカーを販売した。正面から見ると各ライオンの顔に見えるデザインとなっている。他にも通常のキャラシューズと同じようにメカのイラストがプリントされたのみの製品も販売されていた。
1998年にコカ・コーラはボルトロンとタイアップしたスプライトのTV CMを放送している。手がけたのはバーレル・コミュニケーションのディレクター、レジナルド・ジョリーとトッド・トリプレットで制作費は1500万ドル。ボルトロンのパイロット役としてファット・ジョー、コモン、グッディ・モブ、マック・テン、アフリカ・バンバータ、ジャジー・ジェイといったラッパー達が出演している。ラッパー起用の理由は2パックとノトーリアス・B.I.G.の殺害事件がきっかけとされ、ラッパー達を合体ロボに見立て、ヒップホップの団結を呼びかけたかったとしている。連作の続き物になっており、最初にキング･ザーコンが登場するバージョンで始まり、最後のバージョンでLion Voltronが登場する。